# Hi-Hiのオールナイトニッポン0(ZERO)
『Hi-Hiのオールナイトニッポン0(ZERO)』（ハイハイのオールナイトニッポンゼロ）は、ニッポン放送の「オールナイトニッポン0(ZERO)」の枠で、お笑いコンビHi-Hiの上田浩二郎・岩崎一則がパーソナリティを担当していたラジオ番組。

## 概要
3月21日に実施された記者会見で、木曜日のパーソナリティとなることが発表された。結成19年目にして当番組が初めてのレギュラーとなる。
記者会見で、上田は「局長に抱かれた甲斐がありましたね。枕営業も大切だなと実感しました」と述べ、岩崎が「ニッポン放送の局長は女性らしいから! 生々しいからやめて!やってないですから!」とフォローした。選ばれた理由について、上田が「くじ運がよかったんだと思います」と述べた後に「僕らは電車賃がかからないからじゃないですかね。京浜東北線1本で帰れますし」とコメント。岩崎は「『オールナイトニッポンR』をやらせてもらって、評価があったのかなと思います。これから頑張って力を発揮していきたいです」とコメントした。
3月7日の放送で、2013年3月いっぱいをもって放送を終了することが番組冒頭で発表された。
リスナーをキッズと読んでいた。

## テーマ曲
- オープニング：Base Ball Bear「yoakemae」 
初回放送において、「一番最初に届いたFAX」を採用すると告知してFAXを募集。その結果、当番組の放送時間が午前3時から5時の「夜明け前」ということもあり、これに決定した。
- エンディング：ハーブ・アルパート&ザ・ティファナ・ブラス「BITTERSWEET SAMBA」 
普段のオールナイトニッポンではOPテーマであるが、オールナイトニッポン2部時代からの慣習で、EDテーマとなった。
エンディングのコメントにはナインティナインの岡村隆史が担当する木曜1部の「わあわあ言うとります～」のようにこの番組でも最後に決まり文句をつけている。これはリスナー公募で決めたもので、（岩崎）「それでは来週もおもしろワッショイ!」→（上田）「また今度な!」→（二人）「Hi-Hiでした～。」で締める。

## コーナー
ダブルモッシュ
第1回-
このところ、改名してブレイクする芸能人が多いということで、リスナーから人気芸能人の改名する前の芸名を教えてもらうコーナー。最近では単なる「三段オチ」のようなコーナーになりつつある
実際、Hi-Hiも「ダブルモッシュ」→「バリカンステッチ」→「ハミングステッチ」→「ハミング」→「Hi-Hi」と、改名を繰り返して現在の芸名に至っている。
四季折々
第1回-
高齢者をターゲットにした「真面目な」コーナー。リスナーから「日々の生活で季節を感じた出来事」（実際は支離滅裂なホラ話）をお便りにして送っていただくコーナー。
人気のある番組で読まれなかったメールをHi-Hiのオールナイトニッポン0で紹介するコーナー!!
第2回-
この番組の大きなテーマは、「ラジオに投稿しても読まれないリスナーはこの番組に送ってこい!!」ということで、タイトル通り、人気のある番組で読まれなかったメールを紹介するコーナー。リスナーには、どの番組に投稿したのかを書いて、そのまま送った本文を、送ってきてもらう。
エミネムからのアドバイス
第12回-
「ヒップホップモンスター」のエミネムの2012年8月の再来日に向けて、Hi-Hiのラップ担当・イワネムこと岩崎をエミネムとバトルできるレベルのラッパーに育て上げるためのコーナー。
エミネムが自身がゲスト出演したアメリカのテレビ番組にて『子供たちに送る10のアドバイス』というのを発表した。リスナーからは「発表されていないエミネムからのアドバイス」を教えてもらう（エミネムが言いそうなことを書いて送ってもらう）コーナー。
本のコーナー
第24回-
上田が「リストラ芸人」で小説家デビューしたことにちなみ、過去のベストセラーや名作を天才であるHi-Hiのセンスでもっといい小説に書き換えていく。そのためリスナーからは、お題となる小説を送ってもらう。
なお、2012年10月18日放送分から、ちょっと趣向を変え、リスナーが考えた小説のタイトルと書き出し、しめを書いて送ってきてもらい、その小説をHI-Hiが完成させるということになった。
有楽町大学仮説学科!!
第34回-
ピラミッド、象形文字、モアイ、UFOなど、上田の大好きな「不思議話」ということで、リスナーには、大胆な仮説を立ててもらう。
スパーキン!!
最終回で突如生まれたコーナー。リスナーがスパーキンさせたいこと、つまりは、怒っていることを送ってもらう。
「アルピー（アルコ&ピース）んとこに俺たちの魂残そうぜ！」と言い出した上田の思いつきコーナー。もともと何もタイトルはついていなかったが、スタッフが「CHA-LA HEAD-CHA-LA／影山ヒロノブ」の「Sparking!」というシャウト部分を入れたことでコーナー名となった。

### 番組途中で終了したコーナー
ポスト前田→ポスト大島
第1回-第13回
AKB48の前田敦子が卒業を発表したことを受けて発足したコーナー。その空いた枠に「なんとかしてHi-Hiのアイドルである岩崎（いわわ）をねじ込みたい!」ということで、リスナーからどうしたら「AKBのセンター」になることができるのかを教えてもらうコーナー。ネタの最後に「〜したら、ポスト前田」と付ける。
2012年6月7日放送分（第4回AKB48総選挙翌日）からコーナーが「ポスト大島」にリニューアルされた（末尾が「～したら、ポスト大島」になる以外は変更点なし）。
2012年6月21日放送分を持ってコーナーを終了。原因はいわわがアイドルとしてあるまじき行動を取ったため。また上田が「HKT（上田によると「パプアニューギニアにある団体で『ハゲ・髪の毛無い・つるつる』の略」）に行ってもらいます!!」と発表した。コーナー終了を発表した直後、卒業公演として上田には知らせずに「会いたかった」をいわわバージョンで放送（しかも「AKB48で」と紹介していたため上田は原曲だと思い込んでいた）、余りの悪ノリに上田が「俺は一切関知しないから、一回本当に怒られろ！」と呆れた。
上田の曲カバーしてみました
第13回-第18回
唄若しくはギターに自信のあるリスナーから「YASEIのサチコ」と「札束で、札束で」の曲調や歌詞の世界観を自由にアレンジして歌ってもらった音源を送ってもらうコーナー。
当初は「本当に上手い」「クオリティが高い」と上田本人も称える投稿があったのだが、段々と方向性が違って行き、グリーン・デイやリアーナの曲を単にカラオケで歌って録音しただけのものや、挙句には「YASEIのサチコ」を落語調で送ってくるリスナーも登場し始め、岩崎によると「最早歌でも何でもない」「音楽性が出尽くした」ため、第18回で募集を終了した。
CDルームの神様
第1回-第23回
ニッポン放送・CDルームにいるといわれている、音楽のことなら何でも知っている、いわゆる「神様」（上田）に音楽を教えてもらうコーナー。
ウィナー!!
第6回-第32回
上田が、最近気になるCMとしてJRAの2012年G1・CM「THE WINNER」シリーズを挙げた。これは、過去のGIを紹介するCMで、めちゃくちゃかっこいい、ということで、『このCMっぽく紹介したら、なんでもかっこよくなるんじゃないの？』ということで、リスナーからいろいろな人や物を「THE WINNER」風に書いてもらい、それを、紹介するコーナー。最後に「その××の名は○○」と書いてくれれば、それ以外は“カッコよければ”OKとなる。
Qちゃんからのアドバイス
第？回(2013年2月8日放送)
オールナイトニッポン0と福山雅治のオールナイトニッポンサタデースペシャル・魂のラジオの連動企画「オールナイトニッポン45周年特別企画 曜日対抗!魂の"東京マラソン"0(ZERO)!!」で上田と岩崎が東京マラソンを走るため、リスナーから「Qちゃん(高橋尚子)からのアドバイス」を教えてもらうコーナー。このコーナーが放送されるため、「エミネムからのアドバイス」は休止となった。

## ゲスト及びその他の出演者
| 2012年   | 2012年                                                | 2012年                                                                                                 |
| 日時     | 出演者                                                | 備考                                                                                                   |
| -------- | ----------------------------------------------------- | --- |
| 6月14日  | 今田順史（虹鱒）                                      | 上田の同居人。ニッポン放送・1階裏口で中継と上田のCDを配布した。                                        |
| 8月2日   | 吉田尚記（ニッポン放送アナウンサー）                  | ロンドンオリンピック速報のため出演。                                                                   |
| 8月9日   | 吉田尚記（ニッポン放送アナウンサー）                  | ロンドンオリンピック速報のため出演。番組内での中継中にレスリングの吉田沙保里選手が金メダルを獲得した。 |
| 8月23日  | 吉田尚記（ニッポン放送アナウンサー）                  | サマーハイック2012中継のため出演。                                                                     |
| 8月30日  | ティーチ ジャウー 虹鱒 ねじ ビックスモールン 大輪教授 | K-naionのため出演。虹鱒の今田は6月以来2回目の出演。                                                    |
| 9月27日  | やついいちろう（エレキコミック）                      | オールナイトニッポンとJUNKの交流戦。                                                                   |
| 10月18日 | バイきんぐ                                            | 自称ANN史上ナンバーワンつっこみの岩崎と小峠のツッコミ対決、上田と西村のボケ対決をおこなった。          |
| 2013年   |                                                       | |
| 日時     | 出演者                                                | 備考                                                                                                   |
| 2月21日  | 上田雄太郎                                            | 上田の実兄。                                                                                           |
| 2月21日  | 今田順史（虹鱒）                                      | 上田の元同居人。上田の新居からの中継を担当。                                                           |
| 3月28日  | 森脇健児                                              | 電話出演。                                                                                             |
| 3月28日  | 平子祐希（アルコ&ピース）                             | 電話出演。                                                                                             |

## スタッフ

### 歴代ディレクター
- 初代 / 加川（2012年4月5日 - 7月12日）
ディレクターとして「AKB48のオールナイトニッポン」へ、ADとして「ナインティナインのオールナイトニッポン」へ異動した。
- 2代　/ 長神理絵（2012年7月19日 - ）
ADとして「和田正人・五十嵐隼士のオールナイトニッポン0(ZERO)」、「AKB48のオールナイトニッポン」を担当している。

### アシスタント・ディレクター
- 石井玄（2012年4月5日 - ）
オードリーのオールナイトニッポン、AKB48のオールナイトニッポン、EXILE NESMITHのオールナイトニッポンなどを担当。本のコーナーで敗者へのケツバットも担当。
- 斉藤（2012年11月29日）
石井が体調不良のため、代理で担当。本のコーナーのケツバットも担当。

### 放送作家
- 福田卓也（2012年4月5日 - ）
『ゆずのオールナイトニッポンGOLD』や『miwaのオールナイトニッポン』などを担当している。

### ミキサー
- 河辺健二（2012年4月5日 - ）
『AKB48のオールナイトニッポン』を担当している。過去に『ナインティナインのオールナイトニッポン』を担当。

### NOTTVスタッフ
- パベル（2012年4月5日 - ）
チェコ人。コーナー「ダブルモッシュ」で使われるSEの声を担当している。